# 呂綸
呂綸（1490年—？），字君言，號觀復，南直隶揚州府江都縣（今江蘇揚州市）人，民籍，明朝政治人物。

## 生平
應天府鄉試第一百二十七名，后參加會試第二百七十六名。正德十六年（1521年），登第三甲第二百零四名進士。授戶部主事，歷任工、刑部郎中，遷山東兗州府知府。

## 家族
曾祖父呂忠，曾任監生；祖父呂安；父親呂昊，曾任壽官。嫡母錢氏；生母陳氏。慈侍下。兄吕纯、吕经。